# Tipologia da transexualidade de Blanchard
A tipologia do transexualismo de Blanchard é uma tipologia psicológica proposta de disforia de gênero, transexualidade e travestismo fetichista, criada por Ray Blanchard durante os anos 1980 e 1990, com base no trabalho de pesquisadores anteriores, incluindo seu colega Kurt Freund. Blanchard classificou a mulheres trans em dois grupos: homossexuais transexuais (HsTs), que são atraídas exclusivamente por homens e que procuram cirurgia de redesignação de sexo porque são femininas no comportamento e na aparência; e transexuais autoginefílicos (AGP) que são sexualmente excitados com a ideia de ter um corpo feminino. De acordo com Anne Lawrence, a tipologia de Blanchard rompeu com as anteriores, que "excluíam o diagnóstico de transexualismo" para a excitação em resposta ao cross-dressing. Alice Dreger afirmou que Blanchard, Bailey e Lawrence concordam que qualquer mulher trans que se beneficiaria com a cirurgia de redesignação sexual deveria recebê-la.
Os defensores da tipologia incluem os sexólogos J. Michael Bailey, James Cantor, e Anne Lawrence; a bioética Alice Dreger; e outros. Dreger afirma que "existem muitos outros sexólogos profissionais que levam a sério a tipologia de Blanchard", citando 13 autores. Os defensores argumentam que a tipologia explica as diferenças entre os dois grupos na não-conformidade de gênero na infância, orientação sexual, histórico de fetichismo e idade de transição.
Críticas à tipologia vieram dos sexólogos John Bancroft e Charles Allen Moser, e da psicóloga Margaret Nichols. A ativista transgênero Julia Serano criticou a escolha de palavras de Blanchard como confusa e degradante. A organização World Professional Association for Transgender Health contestou à inclusão de uma menção à autoginefilia que foi adicionada ao DSM-5, chamando-a de teoria não comprovada. A tipologia também tem sido objeto de controvérsia dentro da comunidade transgênero e chamou a atenção do público com a publicação de The Man Who Would Be Queen de Bailey em 2003.
A tipologia de Blanchard não é usada para avaliar adolescentes ou adultos com disforia de gênero/gênero incongruente para tratamento endócrino, e sua tipologia não é usada em cuidados de afirmação de gênero em geral.

## Pesquisa inicial
O fenômeno da transexualidade praticamente não foi estudado até o século XX. As observações indicando a existência de vários tipos de transexualidade datam do início do século XX. Havelock Ellis usou os termos eonismo e inversão sexual-estética em 1913 para descrever sentimentos e comportamento entre gêneros, envolvendo "imitação e identificação com o objeto admirado".
A primeira classificação de transexuais pode ser encontrada no trabalho de 1923 de Magnus Hirschfeld. Hirschfeld distinguiu entre cinco classificações: ginefílicas (com atração sexual por mulheres), bissexuais e androfílicas (atração sexual por homens), assexuais e narcisistas ou auto-monossexuais. Hirschfeld usou o termo auto-monossexual para descrever a excitação de uma pessoa designada homem ao nascer ao pensamento ou imagem de si como mulher.
A partir da década de 1950, os clínicos e pesquisadores desenvolveram uma variedade de classificações de transexualismo, baseados em orientação sexual, idade de início e fetichismo. A ideia de que existem dois tipos de mulheres trans é um tema recorrente na literatura clínica. Antes dos estudos de Blanchard, os dois grupos eram descritos como "transexuais homossexuais" se sexualmente atraídas por homens e "travestis fetichistas heterossexuais" sexualmente atraídas por mulheres. Esses rótulos carregavam um estigma social de mero fetichismo sexual e revertiam a auto-identificação de mulheres trans como "heterossexuais" ou "homossexuais", respectivamente.
Em 1982, Kurt Freund e colegas argumentaram que havia dois tipos distintos de mulheres trans, com causas distintas: um tipo associado à feminilidade e androfilia (atração sexual por homens) e outro associado ao fetichismo e ginefilia (atração por mulheres). Freund afirmou que a excitação sexual neste último tipo poderia estar associada, não apenas ao cross-dressing, mas também a outros comportamentos femininos típicos, como maquiar-se ou depilar as pernas. Blanchard creditou Freund como o primeiro autor a distinguir entre a excitação erótica devido a se vestir como uma mulher (fetichismo travestico) e a excitação erótica devido a fantasiar sobre ser mulher (que Freund chamou de fetichismo do gênero oposto).

## Pesquisa
Blanchard conduziu uma série de estudos sobre pessoas com disforia de gênero, analisando os arquivos de casos vistos na Clínica de Identidade de Gênero do Instituto Clarke de Psiquiatria e comparando-os em múltiplas características. Estudando indivíduos que se sentiram como uma mulher o tempo todo por pelo menos um ano, baseando-se nos tipos de Hirschfeld (com base na atração sexual por homens, mulheres, ambos ou nenhum), e então classificando os pacientes de acordo com base em suas pontuações em medidas de atração por homens e atração por mulheres.
Usando questionários padronizados, Blanchard forneceu evidências para o modelo de dois tipos de transexualidade proposto por Freund, ao comparar os quatro grupos (ginefílicos, bissexuais, androfílicos e assexuais), descobrindo então que não havia diferenças significativas entre os grupos de pessoas transexuais ginefílicas, bissexuais e assexuais na proporção de casos que relataram uma história de excitação erótica associada ao cross-dressing, que foi significativamente maior (73%) do que o grupo androfílico. Ele rotulou os três grupos como "não homossexuais", em relação ao sexo biológico.
Ele concluiu que a transexualidade assexual e bissexual eram formas variantes da transexualidade heterossexual, se apresentando como fenômenos relacionados. Ele argumentou que a característica comum entre todos esses indivíduos era a excitação erótica para o pensamento ou imagem de si mesmo como uma mulher, cunhando o termo autoginefilia. Blanchard descobriu também que transexuais não-homossexuais relataram feminilidade na infância significativamente menor do que o grupo androfílico. De acordo com Blanchard, a disforia de gênero não-homossexual é o resultado da autoginefilia.
Blanchard e colegas conduziram um estudo em 1986 usando a falometria (uma medida do fluxo sanguíneo no pênis), demonstrando excitação em resposta às narrativas em áudio entre mulheres trans. Embora este estudo seja frequentemente citado como evidência para a autoginefilia, os autores não tentaram medir as ideias dos sujeitos de si mesmos como mulheres. Este estudo foi citado por proponentes da teoria para argumentar que as mulheres trans ginefílicas que não relataram interesses autoginefílicos estavam deturpando seus interesses eróticos. Os autores concluíram que pacientes com identidade de gênero ginefílica que negavam ter experimentado excitação eram mensuráveis por estímulos autoginefílicos, e essa autoginefilia estava associada negativamente à tendência de esconder sua narrativa para ser mais socialmente aceitável. Julia Serano critica essa conclusão como infalsificável. O sexólogo Charles Allen Moser escreve que o estudo teve problemas metodológicos e que os dados relatados não apoiaram a conclusão, afirmando que a excitação medida para situações de travestis era mínima e consistente com a excitação autorreferida pelos sujeitos.
Blanchard teorizou que o 'transexualismo' homossexual era uma expressão extrema da homossexualidade, considerando que havia um continuum de fenômenos apenas da homossexualidade, através da homossexualidade disfórica de gênero, até a homossexualidade transexual. Lawrence argumentou que o transexualismo autoginefílico compartilhava um continuum com formas menos graves de autoginefilia, como a autoginefilia parcial.
Uma revisão de 2016 encontrou suporte para as previsões da tipologia de Blanchard de que mulheres trans androfílicas e ginofílicas têm fenótipos cerebrais diferentes. Ele afirmou que, embora James Cantor pareça estar certo de que as previsões de Blanchard foram validadas por dois estudos independentes de neuroimagem estrutural, "ainda existe apenas um estudo sobre MtFs não-homossexuais; para confirmar completamente a hipótese, são necessários mais estudos independentes sobre MtFs não-homossexuais. Uma verificação muito melhor da hipótese poderia ser fornecida por um estudo projetado especificamente, incluindo MtFs homossexuais e não-homossexuais ". A revisão afirmou que "confirmar a previsão de Blanchard ainda precisa de uma comparação especificamente projetada de MtF homossexual, homem homossexual e homem e mulher heterossexual".

## Autoginefilia
Autoginefilia (/ˌɔːtoʊˌɡaɪnəˈfɪliə/; do grego αὐτό- ("self"), γυνή ("mulher") e φιλία ("amor") — "amar a si mesmo como mulher") é o termo que Blanchard cunhou para definir "a propensão de um homem ser sexualmente excitado pelo pensamento de si mesmo como uma mulher", com a pretensão de que o termo se refira a "toda a gama de comportamentos e fantasias entre gêneros eroticamente estimulantes". Blanchard afirma que pretendia que o termo englobasse o travestismo, inclusive para ideias sexuais nas quais as roupas femininas desempenham apenas um papel pequeno ou nenhum. Outros termos para tais fantasias e comportamentos do gênero oposto incluem auto-monosexualidade, eonismo e inversão estética sexual.
A autoginefilia também foi caracterizada como uma orientação sexual. Blanchard escreveu em 1993 que "a autoginefilia pode ser melhor caracterizada como uma orientação do que como uma parafilia". Blanchard atribuiu a noção de alguns homens travestidos sendo sexualmente excitados pela imagem de si mesmos como mulheres a Hirschfeld, que afirmou: "Eles [os auto-monossexuais] se sentem atraídos não pelas mulheres fora deles, mas pela mulher dentro deles". A natureza exata da relação entre autoginefilia e disforia de gênero não é clara, e o desejo de viver como mulher geralmente permanece forte ou mais forte após o desaparecimento de uma resposta sexual inicial à ideia. Blanchard e Lawrence argumentam que isso ocorre porque a autoginefilia causa o desenvolvimento de uma identidade de gênero feminina, que se torna um apego emocional e uma aspiração por si só.
Apoiadores da tipologia incluem os sexólogos J. Michael Bailey, James Cantor, e Anne Lawrence; a bioética Alice Dreger; e outros. Dreger afirma que "existem muitos outros sexólogos profissionais que levam a sério a tipologia de Blanchard", citando 13 autores. Os defensores argumentam que a tipologia explica as diferenças entre os dois grupos na não-conformidade de gênero na infância, orientação sexual, histórico de fetichismo e idade de transição.
O conceito recebeu pouco interesse público até a publicação de 2003 de The Man Who Would Be Queen, do psicólogo J. Michael Bailey, embora Blanchard e outros tenham publicado estudos sobre o assunto por quase 20 anos. O livro de Bailey foi seguido por artigos revisados por pares criticando a metodologia usada por Blanchard. Estudos posteriores encontraram pouco suporte empírico para a autoginefilia como uma classificação de identidade sexual.
Na primeira crítica revisada por pares da pesquisa sobre autoginefilia, não foi encontrada nenhuma diferença substancial entre transexuais "autoginefílicos" e "homossexuais" em termos de disforia de gênero, afirmando que o significado clínico da autoginefilia não era claro. Ele escreve que "embora autoginefilia exista, a teoria é falha", e que "muitas pessoas designadas homem ao nascer prontamente admitem que este construto descreve seu interesse sexual e motivação. No entanto, não está claro com que precisão [a teoria de Blanchard] prevê o comportamento, história e motivação destas em geral". No único estudo empírico a apresentar uma alternativa à explicação de Blanchard em 2013, Larry Nuttbrock e colegas relataram que características semelhantes à autoginefilia estavam fortemente associadas a uma coorte geracional específica, bem como à etnia dos sujeitos; eles levantaram a hipótese de que a autoginefilia pode se tornar um "fenômeno de em desaparecimento".

### Desenvolvimento
Blanchard chegou à sua teoria da autoginefilia principalmente interpretando auto-relatos de mulheres trans. Em uma série de estudos no Clarke Institute of Psychiatry no final dos anos 1980, ele aplicou questionários a pacientes com disforia de gênero, classificando os participantes como "heterossexuais", "assexuais", "bissexuais" ou "homossexuais" com base nos resultados de dois questionários sobre as escalas de androfilia e de ginefilia. Blanchard avaliou a autoginefilia perguntando sobre a excitação erótica associada à fantasia de ter várias características femininas, como vulva ou seios, e a fantasia de ser admirado como mulher por outra pessoa. Com base nos resultados, Blanchard escreve que os grupos "heterossexuais", "assexuaIs" e "bissexuais" foram considerados mais semelhantes entre si do que qualquer outro grupo "homossexual", concluindo que transexuais não homossexuais, junto com travestis, compartilhavam uma "história de excitação erótica em associação com o pensamento ou imagem de si mesmo como mulher".
Após a controvérsia sobre o retrato de mulheres transgênero em The Man Who Would Be Queen, Blanchard distinguiu entre "a existência ou não existência de autoginefilia", que ele descreveu como "estabelecida", e "afirmações teóricas envolvendo autoginefilia".

### Descrição
Blanchard fornece exemplos de casos específicos para ilustrar as fantasias sexuais autoginefílicas que as pessoas relataram:
Philip era um profissional de 38 anos encaminhado à clínica do autor para avaliação. Philip começou a se masturbar na puberdade, o que ocorreu aos 12 ou 13 anos. A fantasia sexual mais antiga de que conseguia se lembrar era a de ter um corpo de mulher. Quando ele se masturbava, ele imaginava que era uma mulher nua deitada sozinha em sua cama. Suas imagens mentais focalizariam seus seios, sua vagina, a maciez de sua pele e assim por diante - todas as características do físico feminino. Esta permaneceu sua fantasia sexual favorita ao longo de sua vida.
Blanchard identificou quatro tipos de fantasia sexual autoginefílica, mas afirmou que a coocorrência de tipos era comum.
- Autoginefilia transvéstica: estimulação ao ato ou fantasia de usar roupas tipicamente femininas
- Autoginefilia comportamental: excitação para o ato ou fantasia de fazer algo considerado feminino
- Autoginefilia fisiológica: o despertar para fantasias de funções corporais específicas das pessoas considerado feminino
- Autoginefilia anatômica: despertar para a fantasia de ter um corpo de mulher normativo, ou partes dele[23]

Um padrão diferente foi relatado em uma amostra de homens autoginefílicos não-transgêneros, em que graus mais elevados de autoginefilia anatômica foram associados a menos disforia de gênero; aqui, foi a autoginefilia interpessoal e fisiológica que predisse a disforia de gênero. Os homens nesta amostra eram significativamente mais disfóricos em relação ao gênero do que a linha de base masculina não transgênero.
Blanchard e Lawrence relatam que alguns exibem autoginefilia parcial, sendo sexualmente excitados pela imagem ou ideia de ter alguma, mas não toda, anatomia feminina normativa, como ter seios, mas manter seu pênis e testículos. Eles também argumentaram que a autoginefilia opera como uma orientação sexual e que, assim como as orientações sexuais mais comuns, como heterossexualidade e homossexualidade, ela não é apenas refletida por respostas penianas a estímulos eróticos, mas também inclui a capacidade de formação de vínculo de casal e amor romântico.  Outros autores distinguiram entre autoginefilia comportamental e autoginefilia interpessoal, sendo esta última a excitação de ser vista ou admirada como mulher.

### Mulheres cisgênero
O conceito de autoginefilia foi criticado por assumir que apenas mulheres trans experimentam o desejo sexual mediado por sua própria identidade de gênero. Serano afirma que a autoginefilia é semelhante à excitação sexual em mulheres cisgênero. Dois estudos testaram a possibilidade de que mulheres cisgênero também possam ter autoginefilia. Jaimie Veale e colegas relataram em 2008 que uma amostra online de mulheres cisgênero comumente endossava itens em versões adaptadas das escalas de autoginefilia de Blanchard, embora eles declarassem que é improvável que essas mulheres experimentassem autoginefilia da maneira que Blanchard a conceituou.
Moser criou uma Escala de Autoginefilia para Mulheres em 2009, com base em itens usados para categorizar mulheres transgênero como autoginefílicas em outros estudos. Um questionário foi distribuído a uma amostra de 51 mulheres cisgênero que trabalhavam em um hospital urbano; 29 questionários foram preenchidos para análise. Pela definição comum de excitação erótica ao pensamento ou imagem de si mesma como mulher, 93% das entrevistadas seriam classificados como autoginefílicas. Usando uma definição mais rigorosa de excitação "frequente" para vários itens, 28% seriam classificados como autoginefílicas.
Enquanto Blanchard afirmou que "autoginefilia não ocorre em mulheres", Moser escreve que ambos os estudos encontraram "um número significativo de mulheres" pontuando como autoginefílicas, usando medidas semelhantes às de Blanchard.
Em 2010, Anne Lawrence criticou a metodologia e as conclusões de Moser e afirmou que a autoginefilia genuína ocorre muito raramente, ou nunca, em mulheres cisgênero, pois suas experiências são superficialmente semelhantes, mas as respostas eróticas são, em última análise, marcadamente diferentes.  Seu comentário foi refutado por Moser, que disse que ela cometeu vários erros ao comparar os itens errados.
Lawrence também criticou tanto o Veale et al. e estudos de Moser, argumentando que as escalas que eles usaram não conseguiram diferenciar entre excitação de usar roupas provocantes ou imaginar que os parceiros em potencial acham alguém atraente, e a excitação meramente pela ideia de que alguém é mulher ou tem corpo de mulher. Francisco J. Sanchez e Eric Vilain afirmam que, como acontece com quase todas as parafilias, características consistentes com autoginefilia foram relatadas apenas entre homens.

## Transexuais autoginefílicos vs. homossexuais
Blanchard estudou dois tipos de mulheres trans: aquelas que surgiram como transgêneras no início da vida e foram atraídas principalmente por homens (androfílicas), e as que se descobriram mais tarde na vida e foram principalmente atraídas por mulheres (ginefílicas), para entender o que as tornou diferentes umas das outras.
 Ele usa os termos homossexual e não homossexual para esses dois grupos, em relação ao sexo atribuído ao nascimento, e não sua identidade de gênero. Ele propôs que muitas mulheres trans de transição tardia eram levadas a fazê-lo, não pela disforia de gênero, mas por uma parafilia extrema caracterizada por um interesse erótico em si mesmo como mulher (autoginefilia).
Blanchard disse que um tipo de disforia/transexualismo de gênero se manifesta em indivíduos que são exclusivamente atraídos por homens (que obtiveram uma média de medição na escala de Kinsey de 5–6, sendo seis o máximo, ou de 9,86 ± 2,37 na Escala de Androfilia Modificada), a quem ele se referiu como transexuais homossexuais, adotando a terminologia de Freund. O outro tipo seriam aquelas que são atraídas por mulheres (ginefílicos), atraídas por homens e mulheres (bissexuais), e não atraídas por homens nem mulheres (assexuais); Blanchard se referiu a este último conjunto coletivamente como transexuais não-homossexuais. Blanchard diz que os transexuais "não homossexuais" (mas não os transexuais "homossexuais") exibem autoginefilia, que ele definiu como um interesse parafílico em ter anatomia feminina.
De acordo com a tipologia, transexuais autoginefílicas são atraídas pela feminilidade enquanto transexuais homossexuais são atraídas pela masculinidade. No entanto, várias outras diferenças entre os tipos foram relatadas. Transexuais homossexuais geralmente começam a procurar cirurgia de redesignação de sexo por volta dos 20 anos, enquanto transexuais autoginefílicos geralmente procuram tratamento clínico por volta dos 30 anos ou até mais tarde. Anne Lawrence afirma que a autoginefilia tende a aparecer junto com outras parafilias. Bailey argumentou que tanto "transexuais homossexuais" quanto "transexuais autoginéfilos" foram levados à transição principalmente para gratificação sexual, em oposição a razões de identidade de gênero.
A sexóloga e mulher trans Anne Lawrence, defensora do conceito, argumenta que transexuais homossexuais buscam a cirurgia de redesignação sexual (SRS) por um desejo de maior sucesso social e romântico. Lawrence propôs que transexuais autoginefílicos são mais interessados na cirurgia de redesignação por questões sexuais do que transexuais homossexuais. Ela afirma que os transexuais homossexuais são tipicamente ambivalentes ou indiferentes quanto à SRS, enquanto os transexuais autoginefílicos querem fazer uma cirurgia o mais rápido possível, ficam felizes em se livrar de seu pênis e orgulhosos de seus novos órgãos genitais.
De acordo com Blanchard, a maioria dos transexuais homossexuais se descreve como tendo sido muito femininos desde tenra idade. Lawrence argumenta que os transexuais homossexuais são motivados por serem muito femininos tanto no comportamento quanto na aparência, e por um desejo de atrair romanticamente e sexualmente homens, enquanto os transexuais autoginéfilos são motivados por seu desejo sexual e amor romântico por serem mulheres. Lawrence também afirma que transexuais homossexuais que buscam a redesignação sexual passam facilmente por mulheres. De acordo com Bailey e Lawrence, os transexuais que são ativos na Internet são esmagadoramente autoginefílicos.

## Homens trans
A tipologia é principalmente sobre mulheres trans. Richard Ekins e Dave King afirmam que homens trans estão ausentes da tipologia, enquanto Blanchard, Cantor e Katherine Sutton distinguem entre homens trans ginefílicos e androfílicos. Eles afirmam que os homens trans ginefílicos são as contrapartes das mulheres trans androfílicas, que eles experimentam uma forte inconformidade de gênero na infância e que geralmente começam a buscar a redesignação sexual por volta dos 20 anos. Eles descrevem os homens trans androfílicos como um grupo raro, mas distinto, que afirma querer se tornar gays e, de acordo com Blanchard, muitas vezes são especificamente atraídos por homens gays. Cantor e Sutton afirmam que, embora isso possa parecer análogo à autoginefilia, nenhuma parafilia distinta para isso foi identificada.

## Inclusão no DSM
Em 1980, no DSM-III, um novo diagnóstico foi introduzido, o de "302.5 Transexualismo" sob "Outros Transtornos Psicossexuais". Esta foi uma tentativa de fornecer uma categoria de diagnóstico para transtornos de identidade de gênero. A categoria de diagnóstico, transexualismo, foi para indivíduos disfóricos de gênero que demonstraram pelo menos dois anos de interesse contínuo em transformar seu status de gênero físico e social. Os subtipos eram assexuais, homossexuais (mesmo "sexo biológico"), heterossexuais (outro "sexo biológico") e não especificados. Isso foi removido no DSM-IV, no qual o distúrbio de identidade de gênero substituiu o transexualismo. As taxonomias anteriores, ou sistemas de categorização, usavam os termos transexual clássico ou transexual verdadeiro, termos usados em diagnósticos diferenciais.
O DSM-IV-TR incluía a autoginefilia como uma "característica associada" do transtorno de identidade de gênero e como uma ocorrência comum no transtorno do fetichismo transvéstico, mas não classifica a autoginefilia como um distúrbio por si só. A Associação Profissional Mundial para a Saúde Transgênero (WPATH) contestou sua inclusão como uma teoria não comprovada. O grupo de trabalho sobre parafilias no DSM-5, que incluiu Ray Blanchard, incluiu autoginofilia e autoandrofilia como subtipos de desordem transvéstica, uma proposta que foi contestada pelo WPATH, citando a falta de evidências empíricas para esses subtipos específicos.
Moser apresenta três razões para questionar a inclusão da autoginefilia como um sinal de um distúrbio clínico: (1) o foco na autoginefilia pode ter ofuscado outros fatores envolvidos na disforia de gênero, criando "um novo estereótipo", ao qual os pacientes que desejam reatribuir sexo devem aderir; (2) alguns proponentes da teoria sugerem que mulheres trans que não relatam interesse sexual consistente com sua digitação de acordo com a teoria estão enganadas ou "em negação", o que é desrespeitoso e potencialmente prejudicial; e (3) a teoria poderia implicar que "todas as manifestações de gênero são secundárias à orientação sexual".

No DSM-5, publicado em 2013, with autogynephilia (excitação sexual por pensamentos, auto-imagens como mulher) é um especificador de 302.3 transtorno travéstico (excitação sexual intensa de fantasias, impulsos ou comportamentos); o outro especificador é With fetishism (excitação sexual de tecidos, materiais ou roupas).

## Crítica
A pesquisa e as conclusões de Blanchard ganharam maior atenção com a publicação de livros científicos populares sobre transexualidade, incluindo Homens presos nos corpos de homens, da sexóloga, pesquisadora e mulher trans Anne Lawrence, e The Man O homem que seria rainha, de J. Michael Bailey, ambos baseados em retratos de mulheres trans na taxonomia de Blanchard. Com a popularização dos seus trabalhos, Bailey e Blanchard atraíram muitas críticas. Alguns escritores criticaram a autoginefilia por ser transfóbica. De acordo com Simon LeVay, a oposição à autoginefilia de alguns transexuais vem do medo de que a ideia tornasse mais difícil para a mulher trans classificada como autoginefílica receber a cirurgia de redesignação sexual.
As trans-feministas Julia Serano e Talia Mae Bettcher desafiaram a explicação de Blanchard e Bailey sobre as motivações das mulheres transgêneros em buscar a redesignação sexual. Críticos da comunidade trans contestaram a taxonomia usada por Blanchard e Bailey, argumentando que a teoria sexualiza indevidamente a identidade de gênero das mulheres trans.:1729 As descobertas de Blanchard também foram criticadas com base na falta de reprodutibilidade e falta de um grupo de controle para as mesmas características que ocorrem em mulheres cisgêneros.
Jaimie Veale e colegas reuniram na Internet uma amostra de conveniência das impressões e opiniões de mulheres trans sobre a tipologia de Blanchard. Das 170 pessoas que responderam à pesquisa, 47,5% disseram ter experimentado autoginefilia, 33% disseram que a tipologia era muito estreita e restritiva, 15% disseram que não se aplicava a suas experiências e 5% disseram que a tipologia foi motivada por motivos questionáveis, como como "encorajar o 'divisionismo elitista'".
Charles Allen Moser, especialista em saúde transgênero e pesquisador do sexo, afirma que "muitos dos princípios da teoria não são sustentados pelos dados existentes, ou existem dados contraditórios". Em uma reavaliação dos dados usados por Blanchard e outros como base para a tipologia, ele afirma: "não está claro se a autoginefilia está sempre presente" em mulheres trans ginefílicas ou "sempre ausente" em mulheres trans androfílicas, que a autoginefilia é significativamente diferente de outras parafilias, e que há "poucos motivos para sugerir que a autoginefilia é a motivação [primária]" para mulheres trans ginefílicas buscarem a cirurgia de redesignação sexual. Ele conclui que os tipos identificados por Blanchard e outros podem ser principalmente correlacionais, não causais. Nesse caso, a "autoginefilia se torna apenas outra característica" de algumas mulheres trans, ao invés de uma característica definidora.
Julia Serano, uma ativista trans e bióloga, escreve no International Journal of Transgenderism que havia falhas nos documentos originais de Blanchard, incluindo que elas eram conduzidas entre populações sobrepostas principalmente no Instituto Clarke em Toronto sem um grupo de controle cisgênero, que os subtipos eram não derivados empiricamente, mas estavam " implorando a questão de que os transexuais se enquadram em subtipos com base em sua orientação sexual" e que outras pesquisas haviam encontrado uma correlação não determinística entre excitação entre gêneros e orientação sexual. Ela afirma que Blanchard não discutiu a ideia de que a excitação entre gêneros pode ser um efeito, e não uma causa, da disforia de gênero, e que Blanchard assumiu que a correlação implicava causalidade.
Serano também afirmou que a ideia mais ampla de excitação entre gêneros foi afetada pela proeminência da objetificação sexual das mulheres, respondendo por uma relativa falta de excitação entre gêneros em homens transexuais e padrões semelhantes de excitação autoginefílica em mulheres cisgênero. Ela criticou os proponentes da tipologia, alegando que eles descartam transexuais não autoginefílicos e não androfílicos, alegando que seus são relatos errados ou mentirosos, sem questionar os transexuais androfílicos, descrevendo-a como "equivalente a escolher quais evidências contam e quais não baseadas em quão bem elas são está em conformidade com o modelo", tornando a tipologia não científica devido à sua não falsificabilidade, ou inválida devido à correlação não determinística que estudos posteriores encontraram. Outras críticas alegaram que a tipologia minou a experiência de vida das mulheres transgênero, contribuindo para a patologização e sexualização das mulheres trans e a própria literatura alimentou o estereótipo negativo, que poderia ser usado para justificar a discriminação e a violência contra os transexuais.
Talia Mae Bettcher, com base em sua própria experiência como mulher trans, criticou a noção de "autoginefilia" e "erros de alvo" em geral, dentro de uma estrutura de "estruturalismo erótico", argumentando que a noção confunde distinções essenciais entre "fonte de atração" e "conteúdo erótico", e "interesse (erótico)" e "atração (erótica)", interpretando erroneamente o que ela prefere chamar, seguindo Serano, de "erotismo de incorporação feminina". Ela afirma que não é apenas "um interesse erótico por si mesmo como um ser que possui um gênero", como ela diz, um componente não patológico e de fato necessário da atração sexual regular por outros, mas dentro da estrutura do estruturalismo erótico, um "mal direcionado" atração por si mesmo, conforme postulado por Blanchard, é totalmente sem sentido.
Thomas E. Bevan escreve que o conceito é insuficientemente operacionalizável e, portanto, não se qualifica como uma teoria ou hipótese científica.

### Terminologia
A terminologia de Blanchard tem sido descrita como confusa e controversa entre pessoas transgênero que procuram cirurgia de redesignação sexual, arcaica, e humilhante.
O sociólogo, sexólogo e homem trans Aaron Devor escreveu: "Se o que realmente queremos dizer é atraído por homens, diga 'atraído por homens' ou androfílico ... Não vejo absolutamente nenhuma razão para continuar com a linguagem que as pessoas consideram ofensiva quando há uma linguagem útil, na verdade melhor, e que não é ofensiva." Ainda, outras pessoas transexuais se opõem a todo e qualquer modelo de diagnóstico que permite que os profissionais médicos impeçam qualquer pessoa de transicionar e busquem sua remoção do DSM.
O linguista Bruce Bagemihl criticou o uso dos termos "homossexual" e "não homossexual" para se referir a mulheres trans por seu sexo atribuído ao nascimento (ou seja, como homens).
Em 2008, o sexólogo John Bancroft se arrependeu de ter usado essa terminologia, que era padrão quando a usava, para se referir a mulheres transexuais, e que agora ele tenta usar as palavras com mais sensibilidade.

## Modelo pós-blanchardiano
Subculturas blanchardianistas vêm surgido pela internet, adeptos têm continuado a desenvolver terminologias específicas e análogas ao analoerotismo e auto*filias. Autoginandromofofilia, que agrupa a autoginemimetofilia e a autoandromimetofilia, refere-se a atração em ser trans ou semelhante. Aloandrofilia é a atração por outras pessoas como homem, enquanto aloginefilia por pessoas como mulher e aloandroginofilia, aloandroginefilia ou aloginandrofilia como andróginas, subclassificações do aloerotismo.
Pessoas que idealizam ser neutres, andrógines ou não bináries acabam sendo descritas por autoneutrofilia, autoambifilia, autoandroginofilia, autoandroginefilia ou autoginandrofilia e autoxenofilia ou autoceterofilia.
Esses modelos autoeróticos podem se estender a outras parafilias não relacionadas ao sexo/gênero, como é o caso de autocronofilias, autonecrofilia, autassassinofilia, autozoofilia e autopeluchefilia.